# Hortensia Galeana Sánchez
Hortensia Galeana Sánchez (Ciutat de Mèxic - 6 de novembre de 1955) és una científica mexicana. La seva àrea d'especialitat és la matemàtica i ha estat reconeguda per la seva teoria de grafs i teoria de diagràfics. És investigadora de l'Institut de Matemàtica de la Universitat Nacional Autònoma de Mèxic.

## Formació acadèmica
Hortensia Galeana Sánchez és diplomada de llicenciatura en matemàtica de la Facultat de Ciències de la Universitat Nacional Autònoma de Mèxic. Va obtenir el seu grau de màster en Ciències amb especialitat en matemàtica a la mateixa institució, va obtenir la Medalla Gabino Barreda al millor historial acadèmic de la seva generació. Posteriorment va obtenir el grau de doctora en la mateixa universitat. Els seus tres treballs de titulació van ser publicats a la revista científica Discrete mathematics.

## Carrera professional
Es va integrar a la plantilla docent de la Facultat de Ciències el 1977, i el 1993 es va incorporar com a investigadora a l'Institut de Ciències. El 1995 va ser reconeguda amb el Premi a Joves Investigadors. i al 2005 va obtenir el Reconeixement Sor Juana Inés de la Cruz.
Amb més d'un centenar d'articles publicats en revistes internacionals indexades, arbitrades i d'alt impacte en la seva àrea d'especialitat, els seus treballs són àmpliament citats i sovint és convidada a participar amb les seves conferències en fòrums nacionals i internacionals, així com en diversos projectes i grups de recerca.
Per la seva trajectòria acadèmica va ser reconeguda el 2015 amb el Premi Universitat Nacional (UNAM).